# María Medina
María Medina (Gladys Josefina Medina Hadad; Mérida, Yucatán, Meksiko, 19. svibnja 1954. —) meksička je pjevačica i gitaristica.
Njezina je najpoznatija pjesma Viento.

## Životopis
María Medina je rođena 19. svibnja 1954. u Méridi kao kći Manuelite Hadad de Medine. Odmalena je pokazivala interes za glazbu.
1973. Medina se preselila u glavni grad Meksika Ciudad de México, kako bi unaprijedila glazbenu karijeru.
Medina se pojavila pjevajući u mnogim meksičkim televizijskim emisijama.
1984. je dobila medalju zvanu Medalla Guty Cárdenas y El Heraldo a la Mejor Cantante del Año na festivalu poznatom kao Festival OTI de la Canción (Gran Premio de la Canción Iberoamericana).

## Vanjske poveznice
- Página WEB de María Medina  Arhivirana inačica izvorne stranice od 22. kolovoza 2016. (Wayback Machine)
- (OTI 1983) Compás de espera, Amparo Rubín, interpretada por María Medina